# I Write Sins Not Tragedies
«I Write Sins Not Tragedies» —en español: «Escribo pecados, no tragedias»—, es el segundo sencillo de la banda estadounidense Panic! at the Disco, perteneciente a su álbum debut A Fever You Can't Sweat Out. La canción fue escrita por el guitarrista Ryan Ross, el cantante Brendon Urie y el baterista Spencer Smith. Alcanzó el puesto número 7 en el Billboard Hot 100 en los Estados Unidos, y fue el sencillo más popular y exitoso de la banda hasta el lanzamiento de «Hallelujah» en 2015. También alcanzó la segunda posición en la lista musical de la revista Billboard, Mainstream Top 40, y se le considera uno de los más grandes éxitos de rock moderno de 2006. En el Reino Unido, la canción alcanzó el número 25 en el UK Singles Chart.

## Título
El título de la canción hace referencia a la novela del escritor Douglas Coupland, Shampoo Planet, en el cual el personaje principal, Tyler Johnson, dice en una parte del libro: «Estoy escribiendo en mis billetes una lista de defectos trágicos del carácter con un rotulador. Estoy pensando en la gente de mi universo y en la destilación para cada una de estas personas por un defecto en su carácter que será su caída, el defecto que será su perdición. Lo que escribo son pecados, no tragedias».

## Vídeo musical
El vídeo comienza cuando una pareja de novios (interpretados por Daniel Isaac y Jessie Preston, respectivamente) están a punto de contraer matrimonio, y el novio escucha a dos invitados susurrar que su futura esposa es una prostituta. La familia de la novia, de clase alta, asistió al evento con ropa elegante y formal; en cambio, la familia del novio son artistas de clase baja que trabajan en un circo, y en medio de la ceremonia irrumpen en la capilla matrimonial. El líder del circo (Brendon Urie), actúa como narrador y cantante de los hechos. Después de una discusión entre ambas familias, la novia escapa de la capilla y es seguida por uno de los invitados. Entonces, el líder del circo arrastra al novio hacía fuera, donde le muestra que su novia estaba besándose con el invitado que la siguió. El novio luego aparece vestido con las ropas del líder del circo, revelando que en realidad era su alter ego.
El vídeo musical fue dirigido por Shane Drake, y ganó el premio al video del año en los MTV Video Music Awards de 2006. El video también alcanzó el puesto número 7 en la lista de VH1 de los 100 mejores videos de 2006.
El video fue filmado en diciembre de 2005. De acuerdo con el vocalista Brendon Urie, él y el guitarrista Ryan Ross, enfermaron de gripe durante el rodaje del videoclip. En agosto de 2011 el vídeo ganó el Best VMA Winning Video of All Time.

## Trayectoria en los conteos
| Lista (2006)                  | Mejor posición |
| ----------------------------- | -------------- |
| Australia Singles Chart       | 12             |
| Australia Download Chart      | 8              |
| Canadian Hit Charts (Airplay) | 60             |
| Dutch Top 40                  | 29             |
| Peru Top 12                   | 1              |
| RIANZ New Zealand Top 40      | 5              |
| UK Singles Chart              | 25             |
| UK Official Download Chart    | 44             |
| U.S. Billboard Hot 100        | 7              |
| U.S. Billboard Modern Rock    | 12             |
| U.S. Billboard Pop 100        | 4              |
| U.S. Billboard Hot Ringtones  | 5              |
| U.S. Billboard Adult Top 40   | 25             |